# Батлер, Ричард, 5-й виконт Монтгаррет
Ричард Батлер, 5-й виконт Маунтгаррет (англ. Richard Butler, 5th Viscount Mountgarret; ? — 27 февраля 1707) — ирландский военный и политик.

## Биография
Старший сын Эдмунда Батлера, 4-го виконта Маунтгаррета (ок. 1595—1679), и его первой жены, леди Дороти Туше (? — 1635), дочери Мервина Туше, 2-го графа Каслхейвена.
Он был капитаном французской королевской армии. Набожный католик, он был заключен в тюрьму за свою веру в Ливерпуле в 1658 году во времена Протектората.
5 апреля 1679 года после смерти своего отца Ричард Батлер унаследовал титул 5-го виконта Маунтгаррета в графстве Уэксфорд (Пэрство Ирландии), став членом Ирландской палаты лордов.
В 1689 году он был вызван в ирландскую Палату лордов королем Англии Яковом II Стюартом в краткосрочном парламенте патриотов. Он собрал полк, в котором он был полковником, в поддержку Якова II в войне против Вильгельма Оранского в Ирландии.
Несмотря на свою поддержку якобитов, он не подвергался репрессиям со стороны сторонников Вильгельма Оранского. Он отказался принять присягу верховенства, посещая ирландскую Палату лордов в 1692 году, но в 1697 году добился отмены запрета, вынесенного против его деда Ричарда Батлера.

## Личная жизнь
В сентябре 1661 года Ричапрд Батлер женился первым браком на Эмили Бланделл (? — 1682), дочери Уильяма Бланделла и Энн Хаггерстон. Дети от первого брака:
- Эдмунд Батлер, 6-й виконт Маунтгаррет (17 июля 1663 — 25 июля 1735)[1], старший сын и преемник отца.
- Достопочтенный Ричард Батлер (род. 1665)[1]
- Достопочтенный Джеймс Батлер (род. 1675)[1]

Вторым браком виконт Маунтгаррет женился на Маргарет Ши, дочери Ричарда Ши, от брака с которой детей у него не было.